# 硬化性苔癬

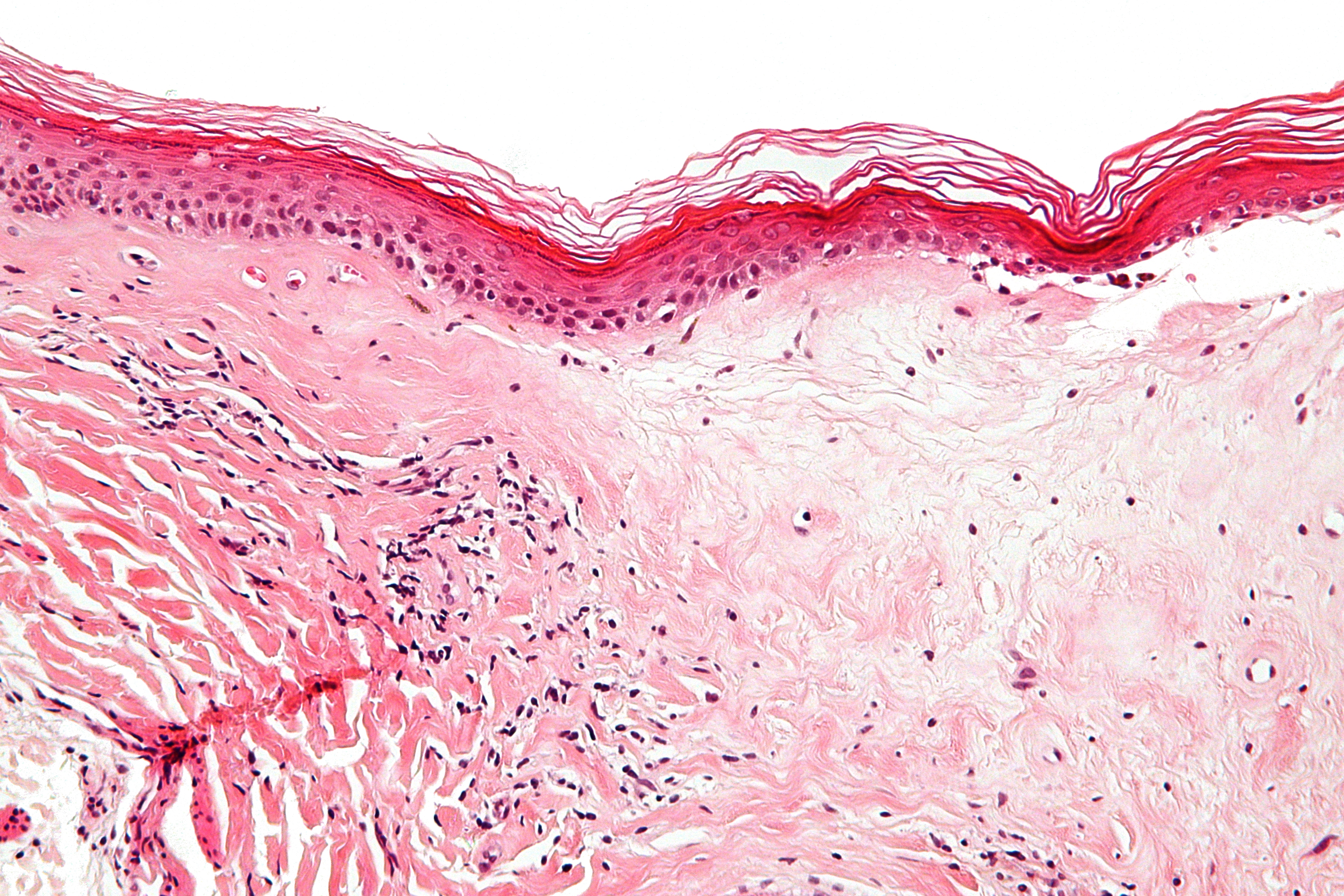
硬化性苔癬的顯微圖顯示典型的上皮下Sclerosis (medicine)（右/下圖）。苏木精-伊红染色

硬化性苔癬（英語：Lichen sclerosus）是一种长期發炎性皮膚病，主要發生在生殖器區域。开始时，通常是出現不规则的平顶小肿块，之後逐渐变變成光泽但略有皱纹的淡白色斑块，周围由紫色区域包圍。患部通常非常癢，抓挠会使皮肤萎縮变薄，并留下小伤口和疤痕。外阴或阴茎上可能可看到毛細血管擴張。阴茎上常會出現色素减退。很少发生在其他位置，但也可能出現在上背或胸部。有时没有症状。它会造成排尿疼痛、阴道分泌物增加、排便困难、性生活困难，並增加皮肤鳞状细胞癌风险。
原因不明。可能的誘因，包括：感染、受伤及生殖器部位潮湿。骨髓移植後也可能诱發硬化性苔癬。在跨性别者，可能发生在手术部位。
身體檢查即可诊断。確診需要皮膚切片，組織切片结果显示真皮層胶原蛋白增厚，表皮變薄。變化可能类似滴狀硬斑病、扁平苔藓和慢性單純苔癬。治疗包括强效型外用類固醇。特別是儿童，有时不治疗就會自然好转。
硬化性苔癬影响约 1.7％ 的成年女性。通常好发在青春期前和更年期后。在男性，可发生在任何年龄。非裔美国人较少發生。多达三分之一的女性患者同時併有另一种自身免疫性疾病。高达 17% 同時患有牛皮癣。哈洛波醫師（英語：Hallopeau）在1887年首次描述硬化性苔癬。